# Kleingeld (Film)
Kleingeld ist ein deutscher Kurzfilm von Marc-Andreas Bochert aus dem Jahr 1999.

## Handlung
Bürokaufmann Hoffmann gibt eines Tages einem Obdachlosen unweit seines Arbeitsplatzes etwas Kleingeld. Aus der einmaligen Gabe wird eine Gewohnheit. Eines Tages sieht Hoffmann, wie der gehbehinderte Mann sein Auto wäscht. Hoffmann untersagt es ihm und droht damit, das nächste Mal den Wachschutz zu rufen, gibt dem Mann jedoch dennoch Kleingeld. Auf den Wachschutz verzichtet er, obwohl der Obdachlose weiterhin täglich das Auto wäscht. Mit der Zeit beginnt Hoffmann, sein Auto vor Arbeitsbeginn bewusst durch den Schlamm zu fahren, um den Obdachlosen schließlich von seinem Büro aus mit einem Fernglas bei der Autowäsche zu beobachten.
Eines Tages hat Hoffmann jedoch kein Kleingeld übrig. Er versucht, unbeobachtet an dem Obdachlosen vorbeizukommen, doch entdeckt er ihn und folgt Hoffmann mit seinem Geldbecher auf den Parkplatz. Hoffmann versucht, mit dem Auto zu fliehen und fährt den Obdachlosen dabei an. Dieser rappelt sich auf, und Hoffman fährt eilig fort. Am nächsten Tag steht der Obdachlose nicht mehr an seinem üblichen Ort unweit von Hoffmanns Arbeitsplatz. Das Auto bleibt ungewaschen. Hoffmann begibt sich nach Dienstschluss auf die Suche nach dem Obdachlosen und findet ihn einige Straßen weiter. Er geht zu ihm und will ihm einen 100-DM-Schein in seinen Geldbecher werfen. Der Obdachlose schaut Hoffmann lange an und dreht sich schließlich wortlos um und geht. Hoffmann bleibt allein zurück.

## Produktion
Kleingeld war der Abschlussfilm des Regisseurs Marc-Andreas Bochert an der Hochschule für Film und Fernsehen „Konrad Wolf“ (HFF). Er wurde in Berlin gedreht. Die Filmbewertungsstelle vergab für Kleingeld das Prädikat „Besonders wertvoll“.
Rolf Fahrenkrog-Petersen war seit seinem 15. Lebensjahr tatsächlich obdachlos und wurde Anfang der 1990er-Jahre von einem Theaterintendanten als Schauspieler entdeckt. Vor Kleingeld hatte er unter anderem eine Nebenrolle in Detlev Bucks Spielfilm Männerpension übernommen.

## Auszeichnungen
Kleingeld wurde 1999 mit dem Student Academy Award in der Kategorie Bester ausländischer Film ausgezeichnet. Zudem gewann er 1999 den Deutschen Kurzfilmpreis in Silber. Beim Studio Hamburg Nachwuchspreis 1999 erhielt der Film den Sonderpreis der Jury. Produktionsstudentin Gabriele Lins gewann im Rahmen der SehSüchte 1999 den GERLING-Nachwuchsproduzentenpreis.
Der Film war 2000 für den Oscar in der Kategorie Bester Kurzfilm nominiert. Marc-Andreas Bochert erhielt 2000 auf dem Max Ophüls Festival eine Nominierung für den Besten Kurzfilm und gewann mit Gabriele Lins im selben Jahr für Kleingeld den 6. Murnau-Kurzfilmpreis der Friedrich-Wilhelm-Murnau-Stiftung. Auf dem Krakowski Festiwal Filmowy gewann Kleingeld einen FIPRESCI-Preis (Special Mention).